# Kreml (Stadtkern)
Der Kreml ist ein „meist auf einer Anhöhe gelegener befestigter Kern russischer Städte im Mittelalter, Sitz der geistlichen und weltlichen Regierung“. Eine Zitadelle und eine Umfassungsmauer schützen das Areal, auf dem Palastgebäude und Kirchen stehen.
Am bedeutendsten ist der Moskauer Kreml, Sitz des Präsidenten der Russischen Föderation.
Das russische Wort Kreml'  (Кремль), altrussisch Kremlinu „Zitadelle, Festung“ hat möglicherweise tatarische Wurzeln.
Siehe auch: Liste der Kreml